# Columbia River Bridge (Wenatchee)
Die Columbia River Bridge, auch Old Wenatchee Bridge, ist eine Fußgängerbrücke über den Columbia River zwischen Wenatchee im Chelan County und East Wenatchee im Douglas County des Bundesstaates Washington. Die Brücke führt zusätzlich eine Wasser-Pipeline des Wenatchee Reclamation District für die Bewässerung der Obst-Plantagen in East Wenatchee.

## Geschichte

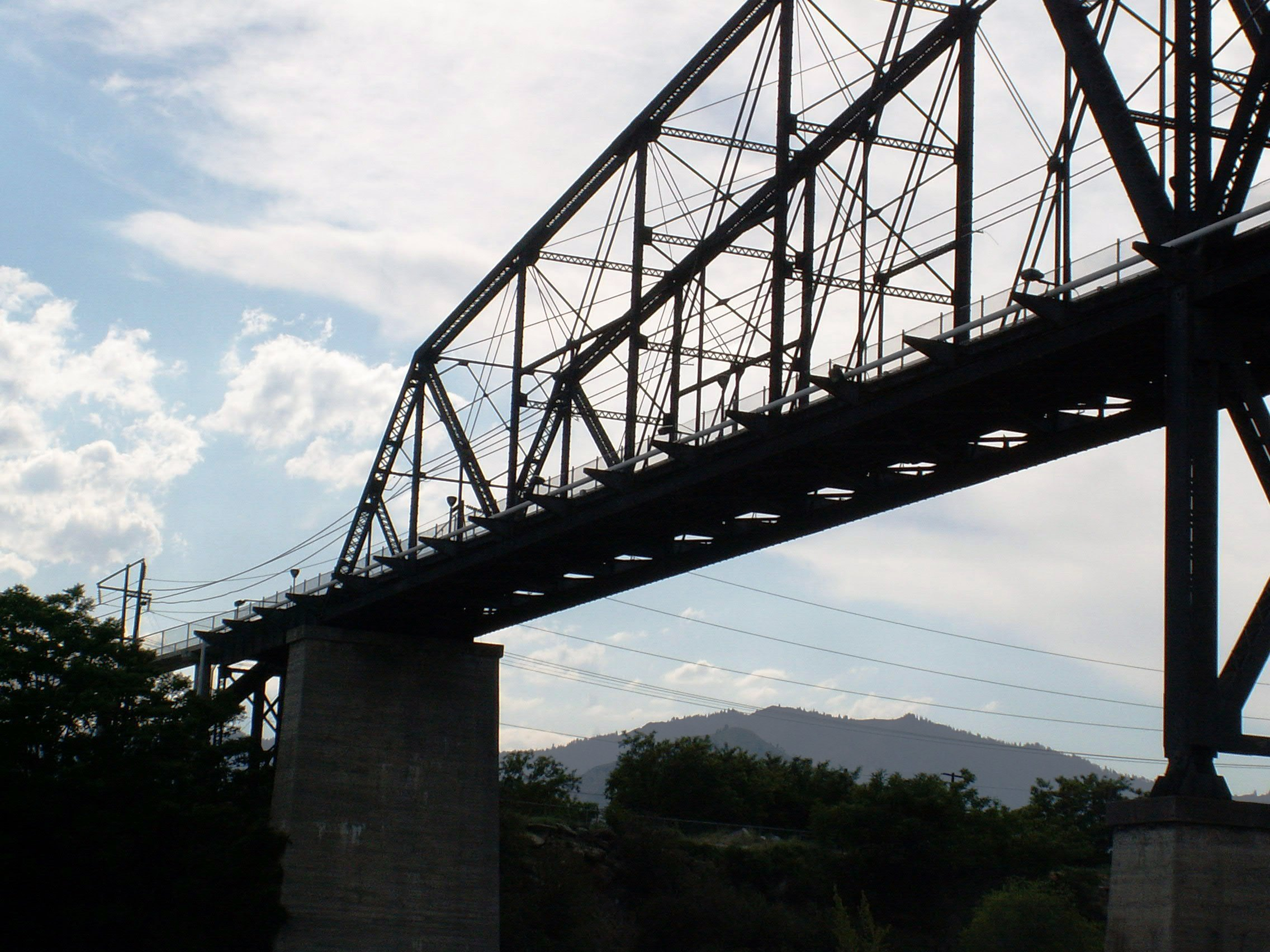
Westseite der Brücke, an den Außenseiten die Ausleger für die ehemaligen Wasserrohre (die Pipeline verläuft heute innerhalb der Fachwerkträger)

Die Fachwerkbrücke wurde zwischen 1906 und 1908 durch die Washington Bridge Company errichtet und war die erste Brücke über den Columbia in Wenatchee. Hauptsächlich als Teil eines Bewässerungssystems für den auf der Ostseite des Flusses sich entwickelnden Obstbau geplant, war sie zusätzlich bis zur Errichtung der benachbarten Senator George Sellar Bridge 1950 auch die einzige Straßenbrücke und führte den U.S. Highway 2. Finanziert wurde die Brücke u. a. durch die Betreiber der Bewässerungsanlagen und den Gründer der Great Northern Railway James J. Hill. Aufgrund der geplanten Erhebung einer Maut wurde auf Initiative der lokalen Bevölkerung die Brücke 1911 vom Washington State Highway Board erworben und ging mit der Einstellung des Straßenverkehrs 1951 in den Besitz des Wenatchee Reclamation District über. Sie ist seitdem als Fußgängerbrücke nutzbar und heute Teil des 10 km langen Radweges Apple Capital Loop Trail im Chelan und Douglas County.
Aufgrund ihrer Bedeutung für die Entwicklung des Obstbaus in East Wenatchee und als erste Straßenbrücke über den Columbia in den USA, wurde die Columbia River Bridge 1982 ins National Register of Historic Places aufgenommen (NRHP#: 82004198), sie ist heute die einzige Fachwerkbrücke dieser Bauart in Washington.

## Beschreibung
Die Brücke besteht aus einem 305 m langen Gerberträger. Die äußeren Fachwerkträger mit einer Länge von 122 m bilden dabei je einen Ausleger von 73 m zum Ufer und einen 49 m langen Ausleger zur Flussmitte, zwischen denen ein 61-m-Einhängeträger gelenkig montiert ist. Der Fachwerkträger auf der Ostseite besitzt ein Gefälle von 6 Prozent in Richtung des Widerlagers. An den waagerechten westlichen Fachwerkträger schließt sich eine 18 m lange Balkenbrücke an, ursprünglich gefolgt durch eine 172 m lange Holzkonstruktion als Zufahrt, die später durch eine Fußgängerrampe ersetzt wurde. Die Fahrbahn wurde durch Holzplanken realisiert und besaß eine Breite von 6,2 m. Bis Anfang der 1950er-Jahre waren an den Außenseiten Wasserrohre mit 1,2 m Durchmesser montiert, die nach Einstellung des Straßenverkehrs durch eine größere Pipeline innerhalb der Fachwerkträger ersetzt wurden.